# Pareumenes nigerrimus
Pareumenes nigerrimus är en stekelart som beskrevs av Vecht 1963. Pareumenes nigerrimus ingår i släktet Pareumenes och familjen Eumenidae. Inga underarter finns listade i Catalogue of Life.